# KS Kielce
Der Klub Sportowy Iskra Kielce ist ein polnischer Handballverein aus Kielce, der in der Superliga, der höchsten polnischen Liga, spielt. Seit dem 8. September 2023 trägt die erste Mannschaft den Namen Industria Kielce nach dem polnischen Hauptsponsor und Eigentümer, einer polnischen Industriegruppe.

## Geschichte
Der Club wurde 1965 gegründet. Der erste Aufstieg in die höchste polnische Spielklasse, die Ekstraklasa, gelang 1975 unter dem Namen „MKS Korona“. In Ermangelung einer eigenen Halle spielte man in Mielec. Der fehlende Heimvorteil war mitausschlaggebend für den Abstieg ein Jahr später.
Zwischen 1978 und 1983 spielte der Verein fünf Jahre in der Ekstraklasa und konnte als größten Erfolg den dritten Platz in der Saison 1979/80 verbuchen. Nach einem einjährigen Intermezzo in der 2. Liga gelang 1984 der sofortige Wiederaufstieg. Seither spielt der Verein ununterbrochen in der höchsten Spielklasse. 1985 gewann Kielce erstmals den polnischen Pokal, was den bis dahin größten Erfolg der Vereinsgeschichte bedeutete.
1991 kam es zur Spaltung des bestehenden Vereins in Korona Kielce (Fußball) und Iskra Kielce (Handball). Am 1. Mai 1993, zwei Spieltage vor Saisonende, holte sich Kielce vor Wisła Płock und Warschau erstmals die polnische Meisterschaft. Ein Jahr später ging der Titel erneut nach Kielce, dem 1996 ein weiterer folgte. Die Saison 1996/97 beendete man auf dem dritten Platz, mit dem man sich für den EHF-Pokal qualifizierte. Dort sorgte man in der Saison 1997/98 für eine Überraschung, als man im Viertelfinale den THW Kiel in eigener Halle mit 28:27 bezwang. Das Rückspiel allerdings entschieden die Kieler mit 31:26 für sich und holten sich in der Folge den EHF-Pokal. 1998 und 1999 folgen die Meistertitel vier und fünf, ehe man sich 2000 zum zweiten Mal den polnischen Pokal sicherte. Einen Rückschlag brachte die Saison 2001/02 mit Platz fünf, wodurch man sich international nur für den unbedeutenden Challenge Cup qualifizierte.

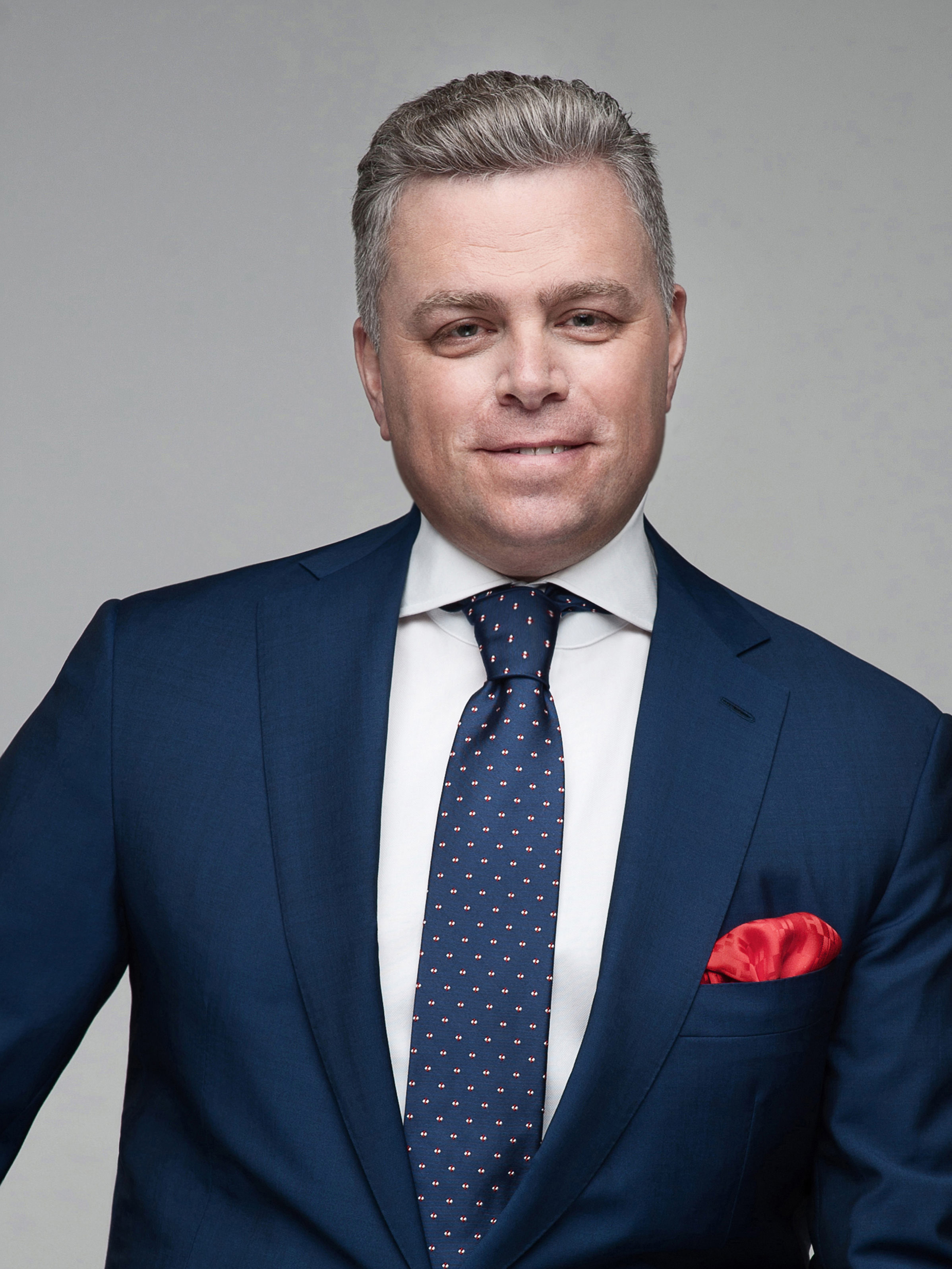
Bertus Servaas,
Präsident von 2002 bis 2023

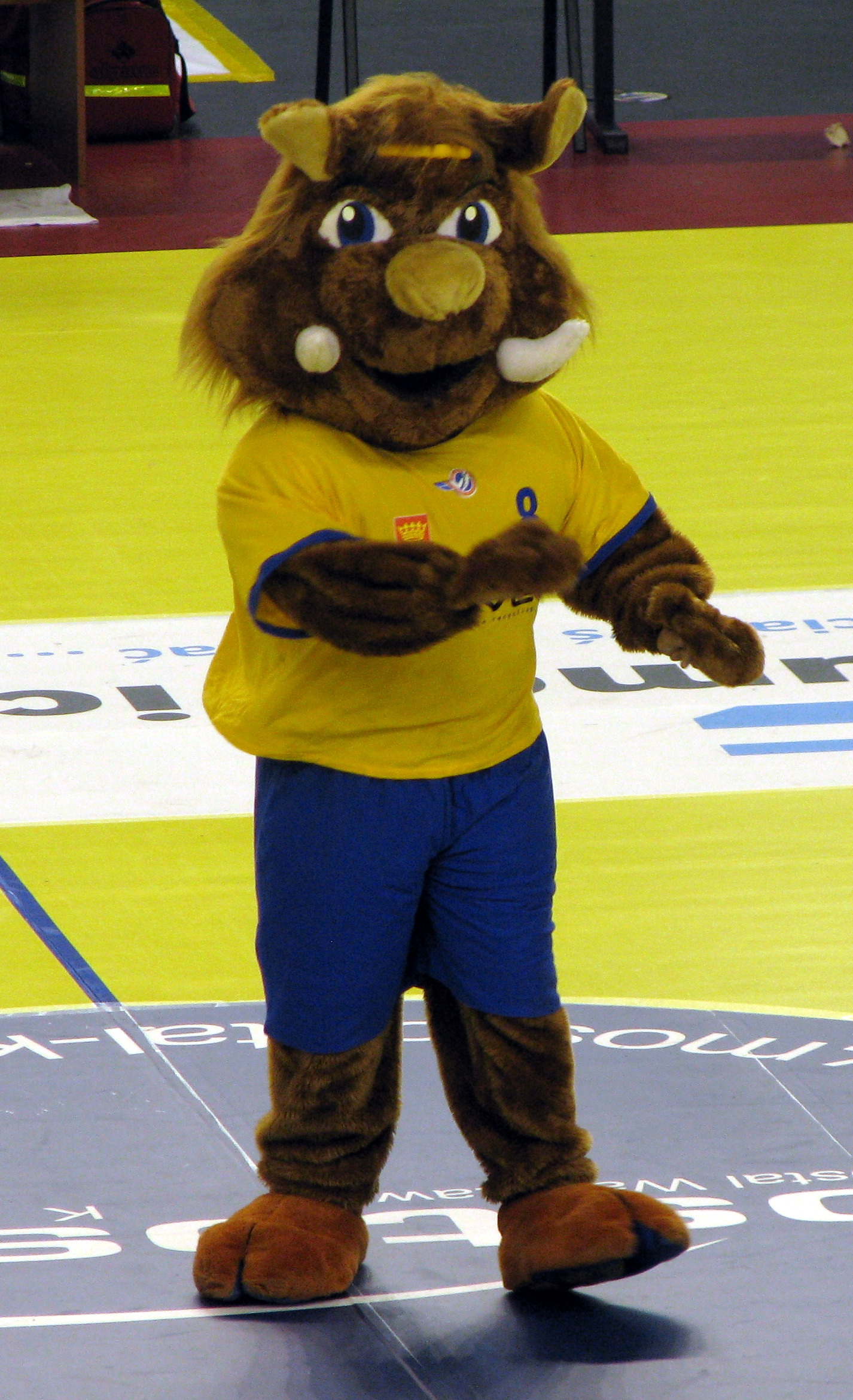
Kiełek – Maskottchen des KS Kielce

2002 erfolgte die Übernahme des Clubs durch den niederländischen Unternehmer Bertus Servaas, Eigentümer der VIVE Textile Recycling. Fortan führte der Verein den Zusatz „Vive“ im Vereinsnamen. 2002/03 gelang das erste Double der Vereinsgeschichte, der Gewinn der Meisterschaft und des Pokals. Seit Bertus Servaas den Verein übernommen hat, versucht man durch Verpflichtungen polnischer und ausländischer Spitzenspieler Anschluss an die europäischen Spitzenklubs zu finden. Ab 2008 wurde die Mannschaft von Bogdan Wenta trainiert. Wenta war bis April 2012 gleichzeitig Trainer der polnischen Nationalmannschaft, die 2007 Vizeweltmeister und 2009 WM-Dritter wurde. 2009 wurden die beiden bis dahin in der deutschen Handball-Bundesliga tätigen Mariusz Jurasik (Rhein-Neckar Löwen) und Rastko Stojković (HSG Nordhorn-Lingen) verpflichtet, mit denen man beim Qualifikationsturnier vom 4. bis 6. September 2009 in eigener Halle den Sprung in die Champions League schaffte, wo man im Achtelfinale gegen den HSV Hamburg ausschied. Auch in den beiden Folgejahren gelang der Sprung unter die letzten Acht nicht. In der Champions-League-Saison 2012/13 scheiterte der Verein erst im Halbfinale am FC Barcelona, setzte sich dann aber im Spiel um Platz 3 mit 31:30 gegen den deutschen Meister THW Kiel durch. Im Januar 2014 wurde Talant Dujshebaev, der zuletzt nach der Insolvenz von BM Atlético de Madrid vereinslos war, Nachfolger von Wenta, der ins Management des Vereins wechselte. Unter seiner Führung gelang 2016 der Sieg in der Champions League nach einem 9-Tore-Rückstand im Finale gegen Veszprém KC nach Siebenmeterwerfen. In der Saison 2021/22 erreichte Kielce erneut das Finale der Champions League, das gegen den FC Barcelona nach Siebenmeterwerfen verloren ging.
Zum Ende der Saison 2021/22 schied Vive nach zwanzig Jahren als Namenssponsor aus und die polnische Industriegruppe Industria sicherte sich neben der Brauerei Łomża die Rechte für drei Jahre. Zum 31. Dezember 2022 schied auch Łomża als Hauptsponsor aus. Im Januar 2023 gab der Klub bekannt, die Teilnahme an nationalen und europäischen Wettbewerben bis zum Ende der Saison 2022/2023 fortzuführen; über die Teilnahme und das Niveau der Mannschaft in der Saison 2023/24 wird bis Ende März 2023 entschieden. Wegen der bekannten Finanzlage hatte es bereits Offerten anderer europäischer Klubs für Spieler und den Trainer gegeben, Linkshänder Nedim Remili wechselte im Februar 2023 zu KC Veszprém. Am 19. April 2023 präsentierte der Verein die Barlinek-Gruppe als neuen Co-Hauptsponsoren. Zur Beginn der Saison 2023/24 sicherte sich Industria 100 % der Anteile am Verein, gleichzeitig schied Barlinek als Namenssponsor aus.
Zwischen dem 22. Mai 2011 und dem 20. Dezember 2023 gelangen der Mannschaft in der polnischen Liga 189 Heimsiege in Folge. Beide Niederlagen (30:32, 28:29) kassierte Kielce gegen Wisła Płock.

### Namen
- 1965–1973 Iskra Kielce
- 1973–1991 Korona Kielce
- 1991–1994 Iskra Kielce
- 1994–1996 Iskra/Ceresit Kielce
- 1996–1998 Iskra Kielce
- 1998–1999 Iskra Lider Market Kielce
- 2000–2000 Strzelec/Lider Market Kielce
- 2001–2002 Kolporter/Lider Market Kielce
- 2002–2002 Kolporter Kielce
- 2002–2009 Vive Kielce
- 2009–2014 Vive Targi Kielce
- 2014–2017 Vive Tauron Kielce
- 2017–2020 PGE Vive Kielce
- 2020–2022 Łomża Vive Kielce
- 2022–2022 Łomża Industria Kielce
- 2023–2023 Industria Kielce
- 2023–2023 Barlinek Industria Kielce
- 2023–0000 Industria Kielce

### KS Kielce seit 1993/94
| Saison  | Polnische Meisterschaft | Europapokal        | Europapokal                             |
| Saison  | Polnische Meisterschaft | Wettbewerb         | erreichte Runde                         |
| ------- | ----------------------- | ------------------ | --------------------------------------- |
| 1993/94 | 1. Platz                | Champions League   | Achtelfinale                            |
| 1994/95 | 2. Platz                | Champions League   | Achtelfinale                            |
| 1995/96 | 1. Platz                | EC der Pokalsieger | letzte 32                               |
| 1996/97 | 3. Platz                | Champions League   | letzte 32 (Quali zur 16er Gruppenphase) |
| 1997/98 | 1. Platz                | EHF-Pokal          | Viertelfinale                           |
| 1998/99 | 1. Platz                | Champions League   | letzte 32 (Quali zur 16er Gruppenphase) |
| 1999/00 | 4. Platz                | Champions League   | letzte 32 (Quali zur 16er Gruppenphase) |
| 2000/01 | 3. Platz                | EC der Pokalsieger | Achtelfinale                            |
| 2001/02 | 5. Platz                | EHF-Pokal          | 2. Runde                                |
| 2002/03 | 1. Platz                | Challenge Cup      | 4. Runde                                |
| 2003/04 | 2. Platz                | Champions League   | letzte 32 (Gruppenphase)                |
| 2004/05 | 3. Platz                | EC der Pokalsieger | 2. Runde                                |
| 2005/06 | 4. Platz                | EHF-Pokal          | Viertelfinale                           |
| 2006/07 | 3. Platz                | EC der Pokalsieger | 2. Runde                                |
| 2007/08 | 3. Platz                | EHF-Pokal          | Achtelfinale                            |
| 2008/09 | 1. Platz                | EC der Pokalsieger | 2. Runde                                |
| 2009/10 | 1. Platz                | Champions League   | Achtelfinale                            |
| 2010/11 | 2. Platz                | Champions League   | letzte 24 (Gruppenphase)                |
| 2011/12 | 1. Platz                | Champions League   | Achtelfinale                            |
| 2012/13 | 1. Platz                | Champions League   | Final Four, 3. Platz                    |
| 2013/14 | 1. Platz                | Champions League   | Achtelfinale                            |
| 2014/15 | 1. Platz                | Champions League   | Final Four, 3. Platz                    |
| 2015/16 | 1. Platz                | Champions League   | Sieger                                  |
| 2016/17 | 1. Platz                | Champions League   | Achtelfinale                            |
| 2017/18 | 1. Platz                | Champions League   | Viertelfinale                           |
| 2018/19 | 1. Platz                | Champions League   | Final Four, 4. Platz                    |
| 2019/20 | 1. Platz                | Champions League   | Achtelfinale                            |
| 2020/21 | 1. Platz                | Champions League   | Achtelfinale                            |
| 2021/22 | 1. Platz                | Champions League   | Final Four, 2. Platz                    |
| 2022/23 | 1. Platz                | Champions League   | Final Four, 2. Platz                    |
| 2023/24 | 2. Platz                | Champions League   | Viertelfinale                           |
| 2024/25 | 2. Platz                | Champions League   | Play-off                                |

### Erfolge
- Polnischer Meister: 1993, 1994, 1996, 1998, 1999, 2003, 2009, 2010, 2012–2023
- Polnischer Pokalsieger: 1985, 2000, 2003, 2004, 2006, 2009–2019, 2021, 2025
- 1. Platz in der Champions League: 2016
- 2. Platz in der Champions League: 2022, 2023
- 3. Platz in der Champions League: 2013, 2015
- 3. Platz beim IHF Super Globe 2022
- Viertelfinalist im EHF-Pokal: 1998, 2006

## Halle
Von 1986 bis 2006 war der Ort für Heimspiele eine Halle, die über eine Kapazität von etwa 1600 Plätzen verfügte.
Seit 2006 verfügt der Verein über eine moderne Multifunktionssporthalle, die Hala Legionów, mit 3030 ständigen Sitzen. Das Fassungsvermögen kann für andere Veranstaltungen durch das Aufstellen von Stühlen im Innenraum jederzeit auf 4200 Plätze erweitert werden.

## Kader für die Saison 2025/26
| Nr. | Nat.      | Name               | Position   | Geburtsdatum | Letzter Verein             |
| --- | --------- | ------------------ | ---------- | ------------ | -------------------------- |
| 1   | Pole      | Adam Morawski      | TW         | 17.10.1994   | MT Melsungen               |
| 16  | Bosnier   | Bekir Čordalija    | TW         | 02.10.2003   | RK Vogošca                 |
| 22  | Slowene   | Klemen Ferlin      | TW         | 03.03.1991   | HC Erlangen                |
| 4   | Pole      | Piotr Jędraszczyk  | RM         | 09.10.2001   | Gwardia Opole              |
| 5   | Pole      | Michał Olejniczak  | RM         | 31.01.2001   | SMS Gdańsk                 |
| 7   | Franzose  | Benoît Kounkoud    | RA         | 19.02.1997   | Paris Saint-Germain        |
| 9   | Pole      | Szymon Sićko       | RL         | 20.08.1997   | Chrobry Głogów             |
| 10  | Spanier   | Alex Dujshebaev    | RR         | 17.12.1992   | RK Vardar Skopje           |
| 15  | Spanier   | Jorge Maqueda      | RR         | 06.02.1988   | HBC Nantes                 |
| 23  | Pole      | Arkadiusz Moryto   | RA         | 31.08.1997   | Zagłębie Lubin             |
| 24  | Spanier   | Daniel Dujshebaev  | RL         | 04.07.1997   | RK Celje                   |
| 42  | Ägypter   | Hassan Kaddah      | RL         | 01.05.2000   | Zamalek SC                 |
| 50  | Belarusse | Arsjom Karaljok    | KM         | 20.02.1996   | Saint-Raphaël Var Handball |
| 88  | Slowene   | Aleks Vlah         | RL         | 22.07.1997   | Aalborg Håndbold           |
| 93  | Pole      | Łukasz Rogulski    | KM         | 10.06.1993   | CSM Bacău                  |
| 97  | Franzose  | Théo Monar         | KM         | 06.06.2001   | HBC Nantes                 |
| 98  | Pole      | Piotr Jarosiewicz  | LA         | 28.06.1998   | Azoty-Puławy               |
| 99  | Franzose  | Dylan Nahi         | LA         | 30.11.1999   | Paris Saint-Germain        |
|     | /         | Talant Dujshebaev  | Trainer    | 02.06.1968   | BM Atlético de Madrid      |
|     | Pole      | Krzysztof Lijewski | Co-Trainer | 07.07.1983   | Rhein-Neckar Löwen         |